# Опасный (фильм)
«Опасный» (англ. The Dangerous) — американский триллер 1995 года.

## Сюжет
Брат и сестра начинают мстить наркомафии Нового Орлеана после того, как местными мафиози была убита их сестра, японская журналистка, узнавшая слишком много о преступлениях наркодилеров. Последние терпеть нападения не собираются и принимают ответные действия. Эту настоящую кровавую войну пытаются прекратить двое секретных агентов, однако вскоре и они попадают в чёрный список наркомафии.

## В ролях
- Роберт Дави — Билли
- Майкл Паре — Рэндом
- Кари-Хироюки Тагава — Кон
- Джон Сэвидж — Эмиль
- Джоэл Грей — Флиа